# Орландо, Сильвио
Си́львио Орла́ндо (итал. Silvio Orlando, род. 30 июня 1957, Неаполь) — итальянский актёр, дважды лауреат премии «Давид ди Донателло» за лучшую мужскую роль.

## Биография
Орландо родился в Неаполе. Он работал со знаменитыми итальянским режиссёрами, среди которых Нанни Моретти, Даниэле Лукетти, Карло Маццакурати и Габриэле Сальваторес. Он также снялся в нескольких телесериалах.
В 1988 году он поставил два спектакля по пьесам Пеппино Де Филиппо, а в 2008 году сыграл главную роль в постановке пьесы Роберто Пачи Дало.

### Личная жизнь
6 октября 2008 года Сильвио Орландо женился на актрисе Марии Лауре Ронданини (род. 1965).

## Фильмография
- Камикадзе – последняя ночь в Милане (1987)
- Красный штрафной (1989)
- Матильда (1990)
- Неделя сфинкса (1990)
- Соседи (1991, телесериал)
- Доверенное лицо (1991)
- Un'altra vita (1992)
- Суд (1993)
- Будет буря (1993)
- Школа (1995)
- Мое поколение (1996)
- Небо просто голубее (1996)
- I magi randagi - seconda uscita (1996)
- Весна на велосипеде (1996)
- Отпуск в августе (1996)
- Нирвана (1997)
- Приветствие профессора (1997)
- Апрель (1998)
- Сыновья Ганнибала (1998)
- Не от мира сего (1999)
- Свет моих очей (2000)
- Я предпочитаю шум моря (2000)
- Il consiglio d'Egitto (2001)
- Комната сына (2001)
- Медвежий поцелуй (2001)
- Эль-Аламейн (2002)
- Там, где находится душа (2003)
- Опопомоз (2003)
- Кайман (2006)
- Тихий хаос (2008)
- Папа Джованны (2008)
- Экс (2009)
- Страсть (2010)
- Миссия мира (2011)
- Замок в Италии (2013)
- Изменчивая натура (2013)
- Не в стульях счастье (2014)
- Почти идеальная страна (2016)
- Большая афера в маленьком городе (2016)
- Молодой Папа (2016, телесериал)
- Новый Папа (2020, телесериал)

## Награды
- 1998 — Премия «Давид ди Донателло» за лучшую мужскую роль второго плана
- 2000 — Премия «Серебряная лента» за лучшую мужскую роль
- 2006 — Премия «Давид ди Донателло» за лучшую мужскую роль
- 2007 — Премия «Серебряная лента» за лучшую мужскую роль
- 2008 — Кубок Вольпи за лучшую мужскую роль